# آلبرت وسکر
آلبرت وسکر (به ژاپنی: アルバート・ウェスカー Arubāto Wesukā، به انگلیسی: Albert Wesker) یکی از آنتاگونیست‌های مجموعه بازی‌های ویدئویی رزیدنت ایول است که توسط شرکت کپ‌کام ساخته شده است. آلبرت وسکر مردی بود که در جستجوی راهی برای پیدا کردن قدرت و چیرگی بر نژاد انسان است. او برای این هدف توسط آمبرلا از دوران نوزادی پذیرفته شد؛ گاه مانند یک پژوهشگر و گاهی به عنوان جاسوس برای آمبرلا کار می‌کرد، پیوستن وسکر به ادارهٔ پلیس شهر راکون آر.پی. دی (R.P.D) و بنیان‌گذاری استارز نیز بخشی از مأموریتی بود که آمبرلا برای او برنامه‌ریزی نمود ولی از آغاز تا انتهای مسیر پیشرفت او بر مبنای خیانت به هم‌پیمانانش بود. پس از رویدادهای رزیدنت ایول ۱، او به همگان وانمود کرد که مرده است اما حقیقت این نبود، او زنده بود و در این شرایط ویژه تلاش کرد تا خود را به هدف‌هایش نزدیک کند. آلبرت وسکر بیشترین تعداد حضور در سری بازی رزیدنت ایول و اصلی‌ترین دشمن این سری از بازی‌هاست.

## پیدایش
آلبرت وسکر از پدر و مادری که به شکل ژنتیکی نابغه بودند به دنیا آمد. او و بیشتر کودکانی که در شرایط او بودند زیر پوشش پروژهٔ کودکان وسکر قرار می‌گرفتند. این پروژه به‌وسیلهٔ اوزول ای اسپنسر رئیس کل شرکت آمبرلا برنامه‌ریزی شده بود. آلبرت از معدود کودکانی بود که از این پروژه با موفقیت عبور کرد. تعداد کمی از این کودکان از آزمایش‌های آمبرلا زنده ماندند، که آلبرت مهم‌ترین آن‌ها بود. آزمایش‌هایی که بر روی کودکان انجام می‌شد بسیار محرمانه بود به گونه‌ای که کودکان و حتی پدر و مادرشان از آزمایش‌ها بی‌خبر بودند. آزمایش‌ها و برآیندهای آن فقط به اسپنسر و افراد بلندپایه آمبرلا گزارش می‌شد. آلبرت نیز از آزمایش‌ها بی‌خبر بود و نمی‌دانست که از معدود کودکانی است که سربلند بیرون آمده‌اند. اسپنسر از دور به آلبرت توجه زیادی نشان داد و بدون آنکه خودش بداند از بهترین آموزش‌های گوناگون آمبرلا بهره برد، در حالی که اسپنسر همچنان او را بهترین می‌پنداشت.

## ورود به آمبرلا
آلبرت در ۱۷ سالگی به شرکت داروسازی بزرگ و جهانی آمبرلا پیوست و کارهای پژوهشی خود را در سال ۱۹۷۷ آغاز کرد. او به مقر آموزشی آمبرلا در شهر راکون فرستاده شد تا توسط جیمز مارکوس آموزش‌های ویژهٔ خود را پیگیری کند. وسکر به همراه دوست خود ویلیام برکین بود، آن‌ها با هم به گونه‌ای، دوست و رقیب بودند. آلبرت و ویلیام پس از پشت سر گذاشتن آموزش‌ها مورد اعتماد جیمز مارکوس قرار گرفتند. پس از یک سال در ۲۹ ژوئیهٔ سال ۱۹۷۸ مقر آموزشی بسته شد و آن دو به مقر پژوهشی آمبرلا در اطراف کوهستان آرکلی فرستاده شدند. اما مارکوس خودش در آن جا ماند و به پژوهش‌های خود در مورد پروژهٔ ویروس تی (T) ادامه داد، و بعدها موفق به کشف نهایی ویروس تی به نام خود شد. مارکوس در آینده به دستور اسپنسر توسط دو شاگرد خود برکین و وسکر کشته شد، اما او به وسیلهٔ زالویی که وارد بدنش شد زنده ماند ولی تا مدت‌ها مانند یک مرده بی هوش بود. - کوهستان آرکلی در نزدیکی شهر راکون قرار دارد. آلبرت و ویلیام کار خود را در پژوهشگاه جدید آغاز کردند. این پژوهشگاه مخفی و فراسری در زیرزمین عمارت اسپنسر قرار داشت. این عمارت مکانی است که رویدادهای نخستین بازی این سری در آن جریان داشت. برکین با اینکه در آزمایش‌های پروژهٔ کودکان وسکر قرار نگرفت ولی با این حال از هوش سرشاری برخوردار بود به گونه‌ای که در ۱۳ سالگی در پروژهٔ ویروس تی شرکت کرد و موفق شد ۳ مرحله این پروژه را ارتقاء دهد. برکین بعدها موفق شد از تکامل ویروس مادر در بدن لیسا تریور ویروس جی را از بدن او استخراج کند. با همهٔ این‌ها وسکر و برکین دو دوست جداناشدنی بودند.

## ورود به اداره پلیس شهر راکون (R.P.D)
در سال ۱۹۹۶ آلبرت وسکر که دارای توانایی‌های فردی بسیاری بود به دپارتمان پلیس راکون (R.P.D) می‌پیوندد و گروهی را با نام استارز (S.T.A.R.S) در درون اداره پلیس و به عنوان زیر مجموعهٔ آن بنیان‌گذاری می‌کند. این گروه از بهترین‌های پلیس تشکیل می‌شد. در حقیقت هدف آمبرلا از این کار به وجود آوردن یک عامل نفوذی در اداره پلیس شهر بود. وظیفهٔ آلبرت در آنجا پیشبرد هدف‌های آمبرلا بود، او از اطلاعات محرمانه پلیس و بازجویی‌ها برای کمک به آمبرلا استفاده کرد. در اداره پلیس او به عنوان پلیسی وظیفه‌شناس شناخته می‌شد و هیچ‌کس از کارهای او باخبر نشد. او بسیار زیرک و هوشیار بود. وسکر گروه استارز را به دو بخش کوچکتر تقسیم کرد و هر کدام از نفرهای برتری که عضو گروه بودند را متناسب با ویژگی‌هایشان در یکی از دو گروه قرار داد. گروه اصلی از این نفرها تشکیل می‌شدند:آلبرت وسکر، بری بارتون، کریس ردفیلد، جیل ولنتاین، براد ویکرز و جوزف فراست و گروه دوم: انریکو مارینی، ادوارد دیوای، ریچارد آیکن، کنث جی. سولیوان، فورست اسپیر و در نهایت ربکا چمبرز هدف او از این کار ایجاد حس رقابت میان اعضا برای بهبود انجام وظیفه‌هایشان بود. مردم شهر با چنین پلیسی در امنیت و آرامش زندگی می‌کردند، اما این پایان این مردم نگون‌بخت نبود، سرنوشت بسیار وحشتناکی در انتظارشان بود.
پس از مدتی ویلیام برکین و آلبرت وسکر مقر آموزشی آمبرلا را -که بسته شده بود- بازگشایی می‌کنند. زنده شدن مارکوس هر بختی را برای ترمیم آن مقر از بین برد. نابود ساختن اجباری مقر در وسکر احساسی را پدیدآورد که باید در آن برای رسیدن به هدف‌هایش از آمبرلا جدا شود و خودش راهی جدا را پیگیری کند.

## رویداد عمارت
پس از اتفاق افتادن چندین قتل مرموز در اطراف کوهستان آرکلی، آلبرت وسکر که از همهٔ این رویدادها و پشت پردهٔ آن با خبر بود گروه Bravo را به محل قتل‌ها در کوهستان آرکلی می‌فرستد… ولی از آن‌ها هیچ خبر و گزارشی به ادارهٔ پلیس نمی‌رسد، در حقیقت گروه Bravo ناپدید شده بودند. پس از چند روز آلبرت وسکر به همراه بهترین گروه پلیسی شهر (Alpha) به سمت محل حرکت کردند. رویدادهای وحشتناکی در انتظار آن‌ها بود، گروه حرکت خود را تا نزدیکی عمارت ادامه دادند و پس از حمله سگ‌های خون‌آشام ،بالگرد گروه که هدایت آن را براد ویکرز بر عهده داشت از روی ترس محل را به همراه همکارانش تنها گذاشت و فرار کرد، گروه بازمانده سراسیمه به سمت عمارت دویده و وارد آن شدند. عمارتی که ازآن اسپنسر بود و آلبرت وسکر هم سال‌ها در زیر زمین آن که پژوهشگاه مخفی آمبرلا بود کار می‌کرد. وسکر به پنهان‌کاری‌هایش ادامه داد و وانمود کرد که مانند دیگر افراد گروه با عمارت ناآشنا است. او در حقیقت می‌خواست متوجه شود که مخلوقاتی که خودش و برکین ایجاد کردند، تا چه میزان در برابر توانایی‌های بهترین افراد گروه S.T.A.R.S توانمندند. او می‌خواست از افراد گروه آلفا (حرف) به نام نمونه‌های آزمایشگاهی استفاده کند. آلبرت پس از شک کردن کریس ردفیلد به خودش، او را تهدید به مرگ کرد و شخصیت اصلی خود را به کریس شناساند، سپس کریس را به مکانی که مخلوق تایرانت را ایجاد کرده بود، برد و آن را آزاد کرد. تایرانت در حرکتی عجیب وسکر را کشته و به سمت کریس حمله کرد که کریس موفق شد تایرانت را شکست دهد، ولی تایرانت و وسکر هر دو زنده بودند. در حقیقت مرگ وسکر یک نقشه بود که به وسیلهٔ برکین و وسکر برنامه‌ریزی شده بود. وسکر پس از آن به شکل مخفیانه به سوی رسیدن به هدف‌هایش گام برداشت. اسپنسر، ادارهٔ پلیس شهر راکون و تمام کسانی که با وسکر در ارتباط بودند، مگر برکین او را مرده می‌پنداشتند.

## پس از رویداد عمارت
آلبرت وسکر پس از رویدادهای عمارت به پژوهش‌های خود برای تبیل کردن خود به موجودی قدرتمند تر و برتر ادامه داد و با روش‌های گوناگون در پی جمع‌آوری ویروس‌های نایاب از گوشه و کنار جهان بود، اما از آن جا که در آن زمان باید خود را مخفی نشان می‌داد از جاسوسی به نام ایدا وانگ برای پیشبرد هدف‌هایش استفاده می‌کرد. ایدا در حقیقت برای یک سازمان مخفی جاسوسی می‌کرد؛ در سری بازی رزیدنت ایول همواره نامی از این سازمان برده نمی‌شود و خود ایدا از آن به نام سازمان نام می‌برد. ایدا در بازی رزیدنت ایول ۲ موفق می‌شود که نمونهٔ ویروس جی را پیدا کرده و از شهر راکون خارج شود، اما وسکر هنوز هم کمبود احساس می‌کرد. وسکر در نهایت پس از ۵ ماه و ۵ روز خود را آشکار می‌کند و به سمت جزیره راکفورت حرکت می‌کند تا جدیدترین ویروس کشف شده که توانایی تغییر مورد دلخواه بر روی دی‌ان‌ای را داشت به دست آورد این ویروس، ویروس T.VERONICA نام داشت و توسط الکسیا اشفورد - که نوه یکی از بنیان‌گذاران آمبرلا یعنی ادوارد آشفورد و دختر الکساندر آشفورد بود- کشف شد. وسکر می‌خواست ویروس را به هر شکلی که شده به دست بیاورد، اما یک رویداد غیرمنتظره… پیش از آنکه وسکر خود را به جزیرهٔ راکفورت برساند، کلر ردفیلد توسط آمبرلا یه جزیره تبعید شده بود، این کافی بود تا کریس نیز برای نجات خواهرش خود را به جزیره برساند. دیدار کریس و وسکر پس از ۵ ماه و ۵ روز پس از رویداد عمارت، رویدادی جالب بود که در رزیدنت ایول کد: ورونیکا رخ می‌دهد. کریس پس از دیدار با وسکر، مورد حملهٔ او قرار گرفته و تا آستانهٔ مرگ پیش می‌رود، اما پس از صحبت‌های آلکسیا، وسکر، کریس را در حالی که در آستانهٔ مرگ بود رها می‌کند و به سوی آلکسیا می‌رود. در اینجا کریس، پس از مشتی که به صورت وسکر می‌زند و پس از افتادن عینک وسکر متوجه چشم‌های قرمز رنگ وسکر شده و به این موضوع که وسکر دیگر یک انسان عادی نیست، پی می‌برد. وسکر، در نهایت نیز، ویروس T.VERONICA را به دست می‌آورد. او همچنان به دنبال ویروس‌های نایاب از سرتاسر جهان بود. از روسیه تا آمریکای جنوبی، اما کلید پژوهش‌های او در اسپانیا بود.

## رویداد اسپانیا
در یک روستای دور افتاده در شمال اسپانیا یک گروه مذهبی به نام لوس ایلامینادوس با کشف انگلی موفق شده که پس از وارد نمودن انگل به بدن هر موجود زنده‌ای، ذهن آن موجود توسط رهبر آن گروه مذهبی (اسموند سدلر) قابل کنترل باشد، این انگل که لاس پلاگاس نام داشت برای وسکر بسیار مهم بود، از این رو، وسکر ایدا وانگ را به اسپانیا فرستاده تا نمونهٔ انگل را برای او بیاورد. ایدا در آغاز مأموریت خود متوجه حضور لیان اس. کندی می‌شود، که او هم به نوعی دیگر و برای نجات دختر رئیس‌جمهور آمریکا از دست همان گروه مذهبی پیش از ایدا وارد داستان شده بود. در پایان ماجراهای رزیدنت ایول ۴، لیان موفق به نابود کردن سدلر شده و نمونهٔ انگل را به دست می‌آورد، در این لحظه ایدا لیان را تهدید کرده و نمونه را از لیان می‌گیرد. ایدا با بالگرد از آن مکان فرار می‌کند. نکتهٔ جالب در مورد پایان مأموریت ایدا این است که در گزارش خود می‌نویسد: نمونه انگل را به دست آوردم اما برای وسکر چیزهای دیگری فرستادم.

## ایستگاه آخر
در سال ۲۰۰۶، آلبرت وسکر از مخفیگاه اسپنسر باخبر شد و پس از ملاقات با اسپنسر در عمارت اروپایی وی، او را کشت. پیش از قتل اسپنسر، آلبرت وسکر از جزئیات پروژه کودکان وسکر، از زبان رئیس شرکت آمبرلا آگاه شد. او در این عمارت با کریس ردفیلد و جیل ولنتاین نیز روبه‌رو شد و پس از نمایش توانایی‌های خود، جیل ولنتاین را به اسارت خود گرفت. او سپس وارد ترایسل شد و همکاری خود را با اکزلا گیونه آغاز کرد. جیل در آرشیو انسانی شرکت ترایسل قرار داده شد.
وسکر، اکزلا را در بالا بردن رتبه‌اش در شرکت یاری کرد تا زمانی‌که سرانجام اکزلا به مدیریت مقر ترایسل در آفریقا دست یافت. اکزلا همواره از وسکر بسیار متشکر بود و تلاش می‌کرد تا او را به خود جذب کند. گرچه وسکر صرفاً از او فقط به عنوان یک ابزار برای پیشبرد نقشه‌هایش بهره می‌جست و احساسی در او وجود نداشت، اما تا رسیدن به مقاصدش از طریق اکزلا به او چیز دیگری را وانمود کرد. آنچه یقینی هست، نداشتن اعتقاد به اکزلا از جانب ترایسل بود اما همیشه وسکر به او کمک می‌کرد. با استفاده از نمونهٔ لاس پلاگاس خودش و دستیاری ریکاردو ایروینگ، وسکر نوع دوم پلاگاس و نوع سوم پلاگاس را ساخت. با چنین ارگانیسم‌هایی، وسکر ارتشی از «ماجینی‌ها» را در یک دهکده به نام «کیجوجو» ایجاد کرد. با این نقشه، در صورت وقوع هرگونه اشتباهی در پیشبرد آن، از دیدگاه ترایسل، اکزلا و از دیدگاه قانون، ریکاردو ایروینگ مسئول اشتباهات بودند.
در ادامه وسکر و اکزلا یکی از مهم‌ترین بخش‌های پروژهٔ خودشان را برای تغییر در پیدایش بشریت یعنی ساخت ویروس اوروبوروس را به سرانجام رساندند. اوروبوروس مدل دیگری از ویروس مادر بود. برای ساخت ویرو، این‌بار از همان آغاز به جای استفاده از خود ویروس مادر، از منشأ آن «گل‌های افسانه‌ای» استفاده شد. اکزلا و وسکر، مقر پیشین آمبرلا در آفریقا بازگشایی کردند و در این راه ترایسل نیز به آنان کمک کرد. اکزلا و وسکر درخواست یک جنگندهٔ بمب‌انداز و یک کشتی اقیانوس‌پیما را به ترایسل گزارش دادند. آن‌ها برای اطمینان از حمایت ترایسل و همچنین بهتر پیش بردن پروژهٔ اوروبوروس این درخواست‌ها را مطرح کردند.
پس از ساخته شدن ماده شیمیایی P۳۰، وسکر با یک مخزن حاوی این ماده، حرکات جیل ولنتاین را در کنترل گرفت و از او در پیشبرد اهدافش استفاده کرد. به زودی مردمان بیشتری از کیجوجو به ماجینی تبدیل شدند. با شدت گرفتن این اوضاع، B.S.A.A خود را وارد این رخدادها کرد. با فرستادن کریس ردفیلد به آفریقا و همراه شدن وی با شوا آلومار رفته‌رفته، پشت پردهٔ این اتفاقات روشن شد. کریس و شوا در ابتدا به دنبال ریکاردو ایروینگ بودند. با نابود کردن ایروینگ، در جریان کارهای اکزلا گیونه قرار گرفتند. کریس و شوا در ادامه با اکزلا مواجه شدند. آن‌دو پس از نجات جیل ولنتاین، مجدداً اکزلا را پیدا کردند و او را پس از ابتلاء به ویروس اوروبوروس نابود کردند.
وسکر در این فکر بود که اوروبوروس را در اتمسفر زمین منتشر کند. کریس و شوا پس از نابودی اکزلا، پس از جستجوهای فراوان، وسکر را در عرشهٔ کشتی مشاهده کردند. پس از یک نبرد طولانی میان کریس و شوا با آلبرت وسکر، سرم PG67A/W را به توصیهٔ جیل ولنتاین به وسکر تزریق کردند. تأثیرات ویروس مادر بیش از پیش شد و وسکر را به شدت تحت تأثیر خود قرار داد. (نکته: وسکر پیش از ساخت PG67A/W از ویروس ساخته شده توسط ویلیام برکین استفاده می‌کرد. در کل این ویروس برای این ساخته شده بود که مقابل جهش‌های افسار گیختهٔ ویروس مادر را بگیرد. اما ویروس برکین، بیش از حد ویروس مادر را کند کرده بود. PG67A/W به ویروس مادر موجود در بدن وسکر، اجازهٔ تکامل بیشتری را می‌داد. PG به معنای ویروس مادر (Progenitor) و ۶۷ کد امنیتی سازنده (اکزلا گیونه) و A/W کوتاه شدهٔ آلبرت وسکر بود که در صورت تزریق به میزان بیش از حد مجاز، ویروس مادر را به فعالیت بیشتر وادار می‌کرد). پس از فرار وسکر به درون هواپیمای بمب‌افکن، کریس و شوا نیز وارد هواپیما شدند و طی چند نبرد در هواپیما و دهانهٔ یک آتشفشان وسکر را پس از ورود زالوهای اوروبوروس یه بدنش نابود کردند. وسکر در درون مواد مذاب، با کینه‌ای مشخص در چشمانش کریس را فریاد می‌زد اما کریس سرانجام مأموریت طولانی‌مدت خود را به سرانجام رساند و با کمک شوا، وسکر را نابود کرد.

## توانایی‌های وسکر
برکین پس از تزریق ویروس به وسکر، باعث به کار افتادن دوباره قلب و سیستم‌های حیاتی بدنش شده و در حقیقت او را نجات می‌دهد. وسکر از آن پس یک انسان عادی نبود و رفته رفته با پژوهش‌هایش روندی تکاملی را پیش گرفت و در نهایت به یک فرا انسان تبدیل شد. وسکر این توانایی را داشت که از فاصله‌ای بسیار نزدیک نیز از شلیک گلوله‌ها در امان بماند؛ حرکت‌های بسیار سریع، تصمیم‌گیری در لحظه، قدرت بدنی فرا بشری، همه و همه از او یک نمونهٔ بی نظیر از فرا انسان ساخته بود. او یک فرا انسان بود، و به این خاطر شکست خورد که هنوز هم یک روح انسانی داشت، و مانند انسان‌های عادی کینه‌توز و قدرت طلب بود.

## وسکر در رسانه‌های دیگر
- جیسون اومارا در فیلم سینمایی رزیدنت ایول: انقراض در نقش آلبرت وسکر بازی کرد.
- شان رابرتز در رزیدنت ایول: زندگی پس از مرگ در نقش آلبرت وسکر بازی کرد. نکتهٔ جالب در مورد این فیلم حضور کریس و بازسازی صحنه مهیج نبرد میان آن دو این بار در یک فیلم سینمایی است.
- شخصیت وسکر در بازی =Marvel Vs. Capcom 3: Fate of Two Worlds
- شخصیت وسکر در بازی =George Romero's Resident Evil Script
- شخصیت وسکر در بازی = سیاره گمشده ۲

## گفتاوردها
هر روز، انسان‌ها با کارهایشان به سمت خودکشی گام برمی‌دارند! من دنیا را ویران نمی‌کنم، آن را حفظ می‌کنم.

تنها چیزی که می‌تواند قدرت را شکست دهد، قدرت بیشتر است. آنچه در آفرینش پایدار است (خدا)، اگر در خودش مصرف شود، امتیازی برای به دست آوردن قدرت برای دیگران نیست. من می‌خواهم برای کمک به یک دوست قدیمی نام او را در ردیف دشمن قرار دهم. من خواستار استفاده از یک گرو برای نابود کردن دیگری و به وجود آوردن فساد فقط به خاطر خودم هستم…